# 徐畹珍
徐畹珍（1916年3月—2004年5月11日），女，江苏江阴人，中国政治人物，曾任中共浙江省委委员，浙江省政协常委，第四、五届全国政协委员。